# Jaroslav Plašil
Jaroslav Plašil (* 5. ledna 1982, Opočno) je bývalý český fotbalový záložník a bývalý reprezentant, který ukončil kariéru ve francouzském klubu Girondins Bordeaux, jehož byl i kapitánem. A nyní je asistentem trenéra místního rezervního týmu hrající pátou nejvyšší soutěž.
Mimo ČR působil na klubové úrovni ve Francii, Španělsku a Itálii. V A-mužstvu české reprezentace odehrál v letech 2004–2016 celkem 103 zápasů a vstřelil 7 gólů.

## Klubová kariéra
Profesionální kariéru začal v SK Hradec Králové, ale již v roce 1999, po Mistrovství Evropy hráčů do 16 let, přestoupil do monackého klubu AS Monaco, za který o dva roky později hrál francouzskou nejvyšší soutěž. V jarní části sezóny 2003 hostoval v druholigovém klubu US Créteil. Od podzimu opět hrál za Monaco v nejvyšší soutěži a v roce 2004 se probojoval s klubem do finále Ligy mistrů proti portugalskému celku FC Porto, to ale nakonec sledoval pouze z lavičky (AS Monaco prohrálo 0:3). V létě 2007 přestoupil do španělského týmu CA Osasuna Pamplona. Po počátečních nevyrovnaných výkonech se Plašil vypracoval v jednu z důležitých postav týmu, jenž nakonec vybojoval záchranu v Primera División.
V létě 2009 se vrátil do Francie, když přestoupil do týmu úřadujícího mistra Girondins Bordeaux. V sezóně 2012/13 získal s týmem prvenství v Coupe de France, ve finálovém střetnutí proti Évianu vedl tým jako kapitán, Girondins vyhrál 3:2.
Na sezónu 2013/14 byl odeslán na hostování do italského týmu Calcio Catania hrající italskou Serii A. První gól vstřelil 29. září 2013 v 6. ligovém kole proti AC ChievoVerona, přispěl jím k výhře 2:0.

## Reprezentační kariéra
Nastupoval za české mládežnické reprezentační výběry.
První zápas v A-mužstvu české reprezentace absolvoval 31. března 2004 na stadionu Lansdowne Road proti domácímu Irsku, toto přátelské utkání ostrované vyhráli 2:1. Plašil šel na hřiště v 69. minutě.
První gól si připsal hned ve svém druhém utkání, v domácím přátelském zápase 2. června 2004 proti Bulharsku, v 74. minutě zvyšoval na 2:0. Česká republika porazila balkánského soupeře 3:1.
Po evropském šampionátu 2012 nastoupil 8. září v Kodani proti Dánsku (kvalifikační zápas o MS 2014 v Brazílii, 0:0). V dalším utkání v Teplicích proti Finsku 11. září odehrál první poločas (prohra 0:1). Nastoupil v základní sestavě v kvalifikačním zápase proti Maltě a v 67. minutě předložil přesnou zpětnou přihrávku na třetí český gól Janu Rezkovi. Po čtyřzápasovém střeleckém trápení českého týmu bez vstřeleného gólu (mimo výše zmíněných zápasů ještě prohra 0:1 z evropského šampionátu s Portugalskem a remíza 0:0 s Ukrajinou) zvítězila ČR 3:1, v nastaveném čase chytil ještě Petr Čech přísně nařízený pokutový kop. 16. října 2012 nastoupil Plašil v Praze v kvalifikačním zápasu s Bulharskem (0:0). 14. listopadu 2012 odehrál kompletní přátelský zápas se Slovenskem v Olomouci, český národní tým vyhrál nad Slovenskem 3:0. 6. února 2013 nastoupil v přátelském utkání v Manise proti domácímu Turecku, Česká republika zvítězila 2:0. 22. března odehrál na Andrově stadionu v Olomouci kvalifikační zápas s Dánskem, český výběr podlehl soupeři 0:3.
Účast Jaroslava Plašila na vrcholových turnajích:
- ME 2004 v Portugalsku
- MS 2006 v Německu
- ME 2008 v Rakousku a Švýcarsku
- ME 2012 v Polsku a Ukrajině
- ME 2016 ve Francii

### EURO 2016
Trenér Pavel Vrba jej zařadil do závěrečné 23členné nominace na EURO 2016 ve Francii. V těžké základní skupině D odehrál všechny tři zápasy: proti Španělsku (porážka 0:1), proti Chorvatsku (remíza 2:2) a proti Turecku (porážka 0:2). Český tým obsadil se ziskem jediného bodu poslední čtvrté místo skupiny. Po skončení šampionátu ohlásil hráč konec reprezentační kariéry.

### Reprezentační góly a zápasy
| Rok    | Zápasy | Góly |
| ------ | ------ | ---- |
| 2002   | 5      | 1    |
| 2003   | 11     | 0    |
| Celkem | 16     | 1    |

| Rok    | Zápasy | Góly |
| ------ | ------ | ---- |
| 2004   | 4      | 1    |
| 2005   | 6      | 0    |
| 2006   | 13     | 0    |
| 2007   | 10     | 1    |
| 2008   | 11     | 1    |
| 2009   | 8      | 1    |
| 2010   | 8      | 0    |
| 2011   | 9      | 2    |
| 2012   | 11     | 0    |
| 2013   | 9      | 0    |
| 2014   | 2      | 0    |
| 2015   | 6      | 0    |
| 2016   | 6      | 1    |
| Celkem | 103    | 7    |

Góly Jaroslava Plašila za českou reprezentaci do 21 let
| Gól | Datum        | Stadion                 | Soupeř    | Skóre (min.) | Výsledek | Soutěž                      |
| --- | ------------ | ----------------------- | --------- | ------------ | -------- | --------------------------- |
| 010 | 16. 10. 2002 | Stadion u Nisy, Liberec | Bělorusko | 02:00 (69.)  | 3:0      | kvalifikace na ME „21“ 2004 |

Góly Jaroslava Plašila za A-mužstvo české reprezentace
| Gól | Datum        | Stadion                                        | Soupeř    | Skóre (min.) | Výsledek | Soutěž                   |
| --- | ------------ | ---------------------------------------------- | --------- | ------------ | -------- | ------------------------ |
| 010 | 2. 6. 2004   | Toyota Arena, Praha                            | Bulharsko | 02:00 (74.)  | 3:1      | přátelský zápas          |
| 02  | 17. 10. 2007 | Allianz Arena, Mnichov, Německo                | Německo   | 00:30 (63.)  | 0:3      | Kvalifikace na EURO 2008 |
| 03  | 15. 6. 2008  | Stade de Genève, Ženeva, Švýcarsko             | Turecko   | 00:20 (62.)  | 3:2      | EURO 2008                |
| 04  | 10. 10. 2009 | Generali Arena, Praha                          | Polsko    | 02:00 (72.)  | 2:0      | Kvalifikace na MS 2010   |
| 05  | 25. 3. 2011  | Estadio Nuevo Los Cármenes, Granada, Španělsko | Španělsko | 00:10 (29.)  | 2:1      | Kvalifikace na EURO 2012 |
| 06  | 3. 9. 2011   | Hampden Park, Glasgow, Skotsko                 | Skotsko   | 01:10 (78.)  | 2:2      | Kvalifikace na EURO 2012 |
| 07  | 27. 5. 2016  | Kufstein Arena, Kufstein, Rakousko             | Malta     | 01:0 00(15.) | 6:0      | přátelský zápas          |

## Úspěchy

### Klubové
AS Monaco
- finalista Ligy mistrů UEFA: 2003/04

Girondins Bordeaux
- 1× vítěz Trophée des champions: 2009
- 1× vítěz Coupe de France: 2012/13
- finalista Coupe de la Ligue: 2010

### Reprezentační
- ME 2004: 3. místo